# Ист Самтер (Јужна Каролина)
Ист Самтер (енгл. East Sumter) насељено је место без административног статуса у америчкој савезној држави Јужна Каролина.

## Демографија
По попису из 2010. године број становника је 1.343, што је 123 (10,1%) становника више него 2000. године.
| Група             | 2000.       | 2010.       |
| Белци             | 696 (57,0%) | 571 (42,5%) |
| Афроамериканци    | 511 (41,9%) | 687 (51,2%) |
| Азијати           | 3 (0,2%)    | 8 (0,6%)    |
| Хиспаноамериканци | 10 (0,8%)   | 81 (6,0%)   |
| Укупно            | 1.220       | 1.343       |